# Старков, Вадим Фёдорович
Вадим Фёдорович Старков (22 февраля 1936 — 16 октября 2022) — советский и российский археолог, доктор исторических наук.
Научные интересы: каменный век Урала и Западной Сибири; период первоначального освоения Арктики; история картографии Арктики. Автор более 200 научных трудов, включая монографии.

## Биография
Родился 22 февраля 1936 года в городе Нижние Серги Свердловской области.
По окончании восьмого класса поступил в Нижнетагильский горно-металлургический техникум (ныне Нижнетагильский горно-металлургический колледж имени Е. А. и М. Е. Черепановых), который окончил в 1955 году. В 1955—1958 годах проходил службу в рядах Советской армии.
В 1958 году Вадим Старков поступил на исторический факультет Московского государственного университета, который окончил в 1963 году по специальности «Археология». В 1963—1968 годах — преподаватель Нижнетагильского горно-металлургического техникума. В 1967—1970 годах учился в аспирантуре кафедры археологии МГУ. Окончив аспирантуру и защитив в 1970 году кандидатскую диссертацию на тему «Поздний неолит лесного Зауралья» (научный руководитель О. Н. Бадер), начал работать в Институте археологии Академии наук СССР. Материалы этой диссертации нашли отражение в монографии «Мезолит и неолит лесного Зауралья», опубликованной в 1980 году. Работая в Институте археологии, прошёл ступени младшего, старшего и ведущего научного сотрудника. В 1987 году защитил докторскую диссертацию «Освоение Шпицбергена и общие проблемы русского арктического мореплавания». С 1992 года — ведущий научный сотрудник отдела славяно-русской археологии (заведующий группой арктической археологии) Института археологии РАН.
В 1975—1978 годах исполнял обязанности учёного секретаря Института археологии. В 1981—1986 годах был членом рабочей группы АН СССР по координации научной и научно-организационной деятельности на архипелаге Шпицберген; в 1988—1989 годах — председатель координационной комиссии по археологии Арктики; с 2000 года — член Научного совета РАН по изучению Арктики и Антарктики.
Вадим Фёдорович — участник многих экспедиций: с 1960 года посещал центральные регионы России, Северный Кавказ, Урал, Сибирь, архипелаги Новая Земля, Земля Франца-Иосифа, Шпицберген. В 1964—1967 годах был начальником экспедиции Нижнетагильского горно-металлургического техникума; в 1970 и 1973 годах — научный руководитель Мангазейской экспедиции НИИ Арктики и Антарктики. В 1974—1978 годах — начальник отрядов Западно-Сибирской экспедиции, в 1979—1980 годах — начальник Горбуновской экспедиции, с 1978 года — начальник Шпицбергенской экспедиции Института археологии РАН.
Скончался 16 октября 2022 года.

## Заслуги
- Член Международной ассоциации по изучению Арктики и Антарктики; член Польского общества полярников.
- Удостоен бронзовой медали ВДНХ (1967) и почётного знака «Ударник десятой пятилетки» (1979).
- Награждён медалями: «Ветеран труда» (1979), «В память 850-летия Москвы» (1997); ведомственной медалью «125 лет российской авиации» (2000), медалью Польской морской академии и памятной медалью Умберто Нобиле (Норвегия).
- Награждён многими грамотами, в числе которых Почётная грамота Президиума РАН (1999).